# Nertobriga straminea
Nertobriga straminea är en fjärilsart som beskrevs av George Francis Hampson 1891. Nertobriga straminea ingår i släktet Nertobriga och familjen trågspinnare. Inga underarter finns listade i Catalogue of Life.